# Нагірна Ганна Юріївна
Га́нна Ю́ріївна Нагі́рна (* 1988) — українська шосейна та трекова велосипедистка.

## З життєпису
Народилася 1988 року у Львові. Вихованка Миколаївської школи вищої спортивної майстерності. В Миколаєві познайомилась з майбутнім чоловіком, який також займався спортом.
Виступає за жіночу континентальну команду UCI Lviv Cycling Team. У 2012 році брала участь у Чемпіонаті світу UCI з шосе.
Трекові змагання
- 2008 — Чемпіонат України з велоспорту на шосе — 1-ша гонка за очками; 3-тя — індивідуальна гонка-переслідування
- 2013 — Інтернаціональний кубок Піста; 1-ша — командна гонка переслідування (з Оленою Демидовою та Ганною Соловей); 2-га — індивідуальна гонка-переслідування; 2-га — гонка за очками, Гран-прі Польщі — 2-га в омніумі,
- 2014 — 7-ма в індивідуальній гонці-переслідуванні, Чемпіонат світу з трекових велоперегонів
- 2015 — Чемпіонат країни з велоперегонів — 3-тя в гонці за очками; 3-тя в індивідуальній гонці-переслідуванні
- 2016 — Чемпіонат країни з велоперегонів — 1-ша; командна гонка переслідування; 2-га — омніум; 2-га гонка за очками, Гран-прі Галичини
- 2017 — Чемпіонат країни з велоперегонів — 1-ша, індивідуальне переслідування, 1-ша — командна гонка-переслідування, 2-га — медісон, 3-тя — гонка за очками, Гран-прі Мінськ
- 2018 — Чемпіонат країни з велоперегонів; 1-ша індивідуальне переслідування; 1-ша — медісон; 1-ша — гонка за очками; 1-ша — командна гонка-переслідування
- 2019 рік — 1-ша в індивідуальній гонці-переслідуванні, Чемпіонат країни.

Дорожні перегони
- 2012 — 1-ша — змагання на час, національний чемпіонат з велоперегонів
- 2013 — 3-тя, шосейні перегони, Чемпіонат країни
- 2020 — 1-ша, шосейні перегони, Чемпіонат країни, 3-тя — Grand Prix Alanya.